# パシフィックネーションズカップ2018
パシフィックネーションズカップ2018（2018 Pacific Nations Cup、2018 PNC）は、ワールドラグビー主催による「ワールドラグビー パシフィックネーションズカップ（PNC）」13回目の大会である。

## 概要
2018年6月9日～16日開催。フィジーで全４試合行った。
総当たりではなく、各国2試合ずつ対戦。フィジー×トンガ戦、サモア×ジョージア戦は実施しなかった。ジョージアが遠征を兼ねて参加し、大会最終戦のあと日本で日本代表と対戦した。

## 戦績
出典
勝ち点は、勝利4、引き分け2、敗戦0。さらに「4トライ以上獲得」「7点差以内で敗戦」の場合に、それぞれボーナスポイント1が勝ち点に加わる。
| 総合順位 | 国         | 試合数 | 勝 | 分 | 敗 | 得点 | 失点 | 得失点差 | 4トライ以上 BP | 7点差以内 BP | 勝ち点 |
| -------- | ---------- | ------ | -- | -- | -- | ---- | ---- | -------- | -------------- | ------------ | ------ |
| 1        | フィジー   | 2      | 2  | 0  | 0  | 61   | 37   | +24      | 2              | 0            | 10     |
| 2        | トンガ     | 2      | 1  | 0  | 1  | 43   | 34   | +9       | 0              | 1            | 5      |
| 3        | ジョージア | 2      | 1  | 0  | 1  | 31   | 52   | -21      | 0              | 0            | 4      |
| 4        | サモア     | 2      | 0  | 0  | 2  | 40   | 52   | -12      | 0              | 1            | 1      |

## 対戦詳細

### Round 1
| 2018年6月9日 13:00 FJT (UTC+12) | (1 BP) トンガ                                                                                    | 15–16    | ジョージア                                                                                                   | ANZ国立スタジアム, スバ, フィジー 観客数: 675人 レフリー: Brendon Pickerill (ニュージーランド) |
| 2018年6月9日 13:00 FJT (UTC+12) | トライ: Vロロヘア 71' m ハライフォヌア 79' c コンバート: モラス (1/1) 79' PK: タクルア (1/2) 38' | レポート | トライ: マティアシヴィリ 7' c コンバート: マティアシヴィリ (1/1) 8' PK: マティアシヴィリ (3/5) 21', 35', 60' | ANZ国立スタジアム, スバ, フィジー 観客数: 675人 レフリー: Brendon Pickerill (ニュージーランド) |

| 2018年6月9日 15:30 FJT (UTC+12) | (1 BP) フィジー | 24–22    | サモア (1 BP) | ANZ国立スタジアム, スバ, フィジー 観客数: 1,500人 レフリー: Mike Fraser (ニュージーランド) |
| 2018年6月9日 15:30 FJT (UTC+12) | トライ: [キニ・ムリムリヴァル\|ムリムリヴァル]] 25' m ヴォラヴォラ 32' m セニロリ 38' c ゴネヴァ 50' c コンバート: ヴォラヴォラ (2/4) 39', 51' | レポート | トライ: マタヴァオ 59' c Jラム 68' m ポラタイヴァオ 78' c コンバート: ピシ (1/1) 60' トゥアラ (1/2) 79' PK: ピシ (1/1) 22' | ANZ国立スタジアム, スバ, フィジー 観客数: 1,500人 レフリー: Mike Fraser (ニュージーランド) |

### Round 2
| 2018年6月16日 13:00 FJT (UTC+12) | トンガ | 28–18    | サモア                                                                                         | ANZ国立スタジアム, スバ, フィジー レフリー: Brendon Pickerill (ニュージーランド) |
| 2018年6月16日 13:00 FJT (UTC+12) | トライ: ロロヘア 6' c ブーナ 18' c Latu 59' m コンバート: タクルア (2/3) 7', 19' PK: タクルア (3/3) 31', 49', 58' | レポート | トライ: フィドウ 75' m マタヴァオ 80' c コンバート: ピシ (1/2) 80' PK: トゥアラ (2/2) 13', 23' | ANZ国立スタジアム, スバ, フィジー レフリー: Brendon Pickerill (ニュージーランド) |

| 2018年6月16日 15:30 FJT (UTC+12) | (1 BP) フィジー | 37–15    | ジョージア | ANZ国立スタジアム, スバ, フィジー レフリー: ジェローム・ガルセス (フランス) |
| 2018年6月16日 15:30 FJT (UTC+12) | トライ: セニロリ (2) 14' m, 17' m バトゥンブア 49' c ロマニ (2) 62' c, 78' m ランドランドラ 80+3' m コンバート: ナドロ (2/4) 50', 63' PK: ナドロ (1/1) 55' | レポート | トライ: Kolelishvili 23' c トドゥア 39' m コンバート: マティアシヴィリ (1/2) 24' PK: マティアシヴィリ (1/2) 9' | ANZ国立スタジアム, スバ, フィジー レフリー: ジェローム・ガルセス (フランス) |

特記事項:
- フィジーは、ジョージアに対して2012年の得失点差を更新して勝利した。